# Raven's Home
Raven's Home (på svenska kallad Ravens hem) är en amerikansk familjekomediserie framtagen av Jed Elinoff & Scott Thomas som hade premiär på Disney Channel den 21 juli 2017. I rollerna syns Raven-Symoné, Issac Ryan Brown, Navia Robinson, Jason Maybaum, Sky Katz och Anneliese van der Pol.
Serien bygger på TV-serien That's so Raven som sändes mellan åren 2003 och 2007 och är den andra spinoff-serien av denna TV-serie efter Cory i Vita huset.

## Skådespelare
- Raven-Symoné - Raven Baxter
- Issac Ryan Brown - Booker Baxter-Carter
- Navia Robinson - Nia Baxter-Carter
- Jason Maybaum - Levi Grayson
- Sky Katz - Tess
- Anneliese van der Pol - Chelsea Grayson